# Chalcobaris
Chalcobaris är ett släkte av skalbaggar. Chalcobaris ingår i familjen vivlar.
Kladogram enligt Catalogue of Life:
| Chalcobaris | \| \| Chalcobaris calaidis \| \| \| \| \| \| Chalcobaris guadelupensis \| \| \| \| \| \| Chalcobaris panamensis \| \| \| \| |
|             | \| \| Chalcobaris calaidis \| \| \| \| \| \| Chalcobaris guadelupensis \| \| \| \| \| \| Chalcobaris panamensis \| \| \| \| |
|             | Chalcobaris calaidis |
|             | |
|             | Chalcobaris guadelupensis                                                                                                   |
|             | |
|             | Chalcobaris panamensis |
|             | |